# Monument în memoria consătenilor căzuți în 1914-1918 (Bardar)
Monumentul în memoria consătenilor căzuți în 1914-1918 este un monument amplasat în Bardar, raionul Ialoveni, Republica Moldova. Este un monument istoric de importanță națională inclus în Registrul monumentelor Republicii Moldova ocrotite de stat cu nr. 676 (raionul Ialoveni).
Monumentul datează din 1937. Acvila din vârf fusese scoasă în timpul perioadei sovietice și a fost instalată înapoi în 2016.